# Centeotl

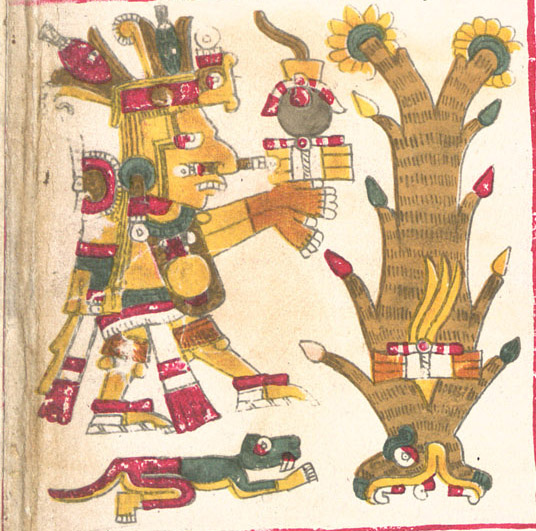
Centeotl – rysunek z Kodeksu Borgia

Centeotl (nahuatl Młody Pan Kukurydzy, Pan Kolby Kukurydzy) lub Cinteotl, Centeōtl, Centeocihuatl  – jeden z kilku azteckich bogów kukurydzy, syn bogini Tlazolteotl, patron złotników. Był kolejnym wcieleniem Xilonen – bogini młodej kukurydzy – lub jej towarzyszem.

## Personifikacje
U Majów występował jako Yum Kaax. Jego żeńskim odpowiednikiem była bogini pożywienia Chicomecoatl, oboje silnie związani z boginią wody Chalchiuhtlicue, siostrą boga deszczu Tlaloca. Żoną Centeotla była według legend Xochiquetzal, także jedna z żon Tlaloca według niektórych legend.
W kulturze Totonaków, Indian żyjących w północnej części Meksyku, Centeotl był rodzaju żeńskiego, głównym bóstwem symbolizującym potęgę życiodajnego słońca i boginią nie wymagającą ofiar z ludzi.

## Centeotl i kalendarz aztecki
Centeotl był panem czwartej godziny nocy. Był patronem miesiąca Tezoztontli (Krótki post), od 5 kwietnia do 14 maja miesiącu a od 25 kwietnia do 14 maja patronował miesiącu Hueytozoztli (Długi post); pierwszy był miesiącem wyczekiwania deszczu i składano wówczas ofiary z dzieci bogu Tlalokowi, w drugim czczono młodą kukurydzę. Wierni składali wówczas Centeotlowi w ofierze swoją krew, która spływała na wiązki trzciny, wystawione przy drzwiach domostw. Święcono również nasiona, ozdabiano ołtarze domowe młodymi pędami kukurydzy oraz wykonywano obrzędowe tańce. Jego skrucha zapewniała ludziom regularne zaopatrzenie w pokarm.

## Narodziny Centeotla
Narodziny Centeotla związane są z boginią Xochiquetzal, która wyróżniała się od innych bogów swoim pogodnym usposobieniem. Jej wyjątkowa uroda zwróciła uwagę Tezcatlipoca, który porwał ją i zamknął w dziewiątym niebie – raju Tamoanchan. Bogini często wymykała się i oddawała się zabawom na ziemi. Tam poznała bożka zabaw i miłości, Xochipilli. Para ukryła się przed bogami w jaskini Domu Kukurydzy, gdzie narodził się Centeotl. Bogowie, wkrótce po narodzinach odkryli miejsce ukrycia kochanków, lecz gdy zobaczyli dziecko bardzo się zdumieli. Z włosów chłopca wyrastała bawełna, z jednego ucha sypały się nasiona amarantu, z drugiego rybie jajka – meksykański mak. Ze wszystkich części ciała wyrastały pożyteczne rośliny: bulwy patatów, rozmaite owoce a z paznokci dorodne kłącza kukurydzy. Bogowie widząc to darowali winę zbiegom, bo w krótkim czasie ziemia zaczęła rodzić płody z ciała Centeotla, który sam stał się bogiem kukurydzy.